# Bischofskonferenz (römisch-katholisch)
Eine Bischofskonferenz der römisch-katholischen Kirche ist nach cc. 447–459  CIC der ständige Zusammenschluss der Bischöfe einer Nation oder eines bestimmten Gebietes.
Bischofskonferenzen sind meist auf nationaler Ebene zusammengesetzt (wie die Deutsche Bischofskonferenz oder die Österreichische Bischofskonferenz) und bilden das oberste Organ der römisch-katholischen Kirche dieses Staates. Wo dies geboten ist, gibt es aber auch subnationale Konferenzen wie die Bayerische Bischofskonferenz und internationale Konferenzen wie die Bischofskonferenz der Heiligen Kyrill und Method für Serbien, Montenegro, Mazedonien und den Kosovo.
Neben den Diözesanbischöfen gehören den Bischofskonferenzen meist auch alle amtierenden Koadjutoren, die Diözesanadministratoren und die Weihbischöfe an.
Weltweit gab es 2007 insgesamt 113 Bischofskonferenzen sowie 18 Bischofssynoden der katholischen Ostkirchen und 14 internationale Vereinigungen von Bischofskonferenzen.

## Geschichte
Die Bischofskonferenz geht auf die erste Hälfte des 19. Jahrhunderts zurück, als in mitteleuropäischen Ländern unregelmäßige Versammlungen von Bischöfen einer Region aufkamen. Zweck war die gegenseitige Beratung und Abstimmung des kirchenpolitischen Vorgehens. Am 23. Oktober 1848 begann, zunächst als formlose synodale Zusammenkunft vom Kölner Erzbischof Johannes Geissel vorbereitet, in Würzburg die erste deutsche Bischofskonferenz. Der Codex Iuris Canonici (CIC) von 1917 institutionalisierte die Bischofskonferenz als eine nichtständige beratende Versammlung von Bischöfen einer Kirchenprovinz (can. 292 CIC/1917). Diese Form der Bischofskonferenz konnte sich jedoch nicht durchsetzen. Die gewohnheitsrechtlich verfassten Bischofskonferenzen blieben bestehen. In Deutschland waren dies die Fuldaer und die Freisinger Bischofskonferenz. Über rechtliche Kompetenzen verfügten diese Konferenzen nicht.
Während des Zweiten Vatikanischen Konzils wurden den Bischofskonferenzen durch Regelungen in der Liturgiekonstitution erstmals einige Kompetenzen übertragen. Im Dekret Christus Dominus wurden die Bischofskonferenzen schließlich als hierarchische Instanz in das Verfassungsgefüge der Kirche eingebaut. Dies stellte den Abschluss einer Entwicklung dar, der immer durch die Befürchtung gehemmt war, dass durch die Etablierung von Bischofskonferenzen letztlich die Verantwortung des einzelnen Ortsbischofs geschwächt und das Entstehen von Nationalkirchen gefördert werden könnte. Diese Befürchtungen sind bis heute nicht überwunden, obwohl der CIC von 1983 die Rolle der Bischofskonferenzen im Kirchenrecht bestätigte. So gibt es bis heute starke zentralistische Bestrebungen vor allem in der römischen Kurie, die neben der Universalität der Kirche, verbunden mit der Oberkompetenz des Papstes, allerdings auch die Verantwortung des einzelnen Ortsbischofs betonen.

## Rechtsstellung
Die  Bischofskonferenz ist eine ständige Einrichtung einer Nation oder eines bestimmten Gebietes, in der die Bischöfe gewisse Aufgaben gemeinsam ausüben (c. 447  CIC). Der Begriff der Nation ist dabei in Bezug auf ein bestimmtes Staatsgebiet zu sehen.
Die Bischofskonferenz ist ein Kollegiatorgan, in dem die Bischöfe ihren rechtsverbindlichen Willen durch kollegiale Beschlussfassung ausdrücken. Im Gegensatz zu den Konzilien wie etwa die Ökumenischen Konzilien oder dem Plenarkonzil ist sie nach heutigem Recht eine ständige Einrichtung.
Außerdem sind die nationalen Bischofskonferenzen dort, wo es keine Entsprechung der innerkirchlichen Gliederung und den Staaten gibt, die Vertretung gegenüber dem Staat. In Österreich beispielsweise vertritt die Österreichische Bischofskonferenz (gegründet 1849) als Körperschaft des öffentlichen Rechts die Katholische Kirche in Österreich als die gesetzlich anerkannte Kirche (Konkordat von 1933).

### Errichtung, Veränderung, Aufhebung
Für die Errichtung, Veränderung oder Aufhebung einer Bischofskonferenz ist der Apostolische Stuhl zuständig (c. 449, §§ 1, 2  CIC). Die Bischofskonferenz kann dadurch juristische Person und kann somit auch Vermögensträgerin sein.
Da dies nach der früheren Rechtslage nicht gegeben war, existiert in Deutschland bis heute der Verband der Diözesen Deutschlands (VDD), der als Vermögensträger der Bischofskonferenz fungiert.

### Satzungshoheit
Die Bischofskonferenz besitzt autonomes Satzungsrecht. Sie gibt sich nach Maßgabe des c. 451  CIC selbst ein Statut, das zur Gültigkeit der Genehmigung des Apostolischen Stuhls bedarf. Stimmrecht in Fragen der Statuten haben allein die Diözesanbischöfe, die ihnen rechtlich Gleichgestellten (etwa Apostolische Administratoren, Vikare, Gebietsprälaten) sowie die Bischofskoadjutoren, gemäß c. 454, § 2  CIC.

### Mitgliedschaft und Stimmrecht
Zur Bischofskonferenz gehören nach c. 450 CIC alle Diözesanbischöfe, alle ihnen rechtlich Gleichgestellten, alle Bischofskoadjutoren und Auxiliarbischöfe des Konferenzgebiets sowie Titularbischöfe mit besonderem päpstlichen Auftrag und Territorialäbte. Nicht zur Bischofskonferenz gehören der Gesandte des Papstes (etwa der Apostolische Nuntius) und sonstige Titularbischöfe, zu denen auch die emeritierten Bischöfe zählen.
Die Diözesanbischöfe, ihnen rechtlich Gleichgestellte und Bischofskoadjutoren haben von Rechts wegen entscheidendes Stimmrecht (c. 454, § 1  CIC). Auxiliarbischöfe und Titularbischöfe mit päpstlichem Auftrag haben beratendes oder entscheidendes Stimmrecht nach Maßgabe der Statuten (c. 454, § 2  CIC). In Deutschland besitzen die Auxiliarbischöfe und Titularbischöfe mit päpstlichem Auftrag entscheidendes Stimmrecht, wobei den Diözesanbischöfen, Koadjutoren und Diözesanadministratoren eine Sperrminorität zukommt.

### Organe
Die Organe der Bischofskonferenz sind:
- der Vorsitzende (c. 452  CIC), der nicht Auxiliarbischof sein darf[7]. Seine Kompetenzen beziehen sich nur auf das Kollegium als solches, er ist nicht Oberbischof des Gebiets, auf das sich die Bischofskonferenz erstreckt,
- der Stellvertreter, der ebenfalls nicht Auxiliarbischof sein darf,
- die Vollversammlung, durch die die Bischofskonferenz ihre Kompetenzen wahrnimmt (c. 453  CIC),
- der Ständige Rat unter Leitung des Vorsitzenden (c. 457  CIC), der die Vollversammlungen vor- und nachbereitet, dem aber auch andere Kompetenzen zugewiesen werden können,
- das Generalsekretariat (c. 458  CIC), das pflichtmäßig einzurichten ist und von einem Generalsekretär geleitet wird, der nicht Mitglied der Bischofskonferenz sein muss. Es hat sich mit den Akten der Bischofskonferenz zu befassen. Vollversammlung, Ständiger Rat und Vorsitzender sind ihm weisungsbefugt,
- die Kommissionen nach Maßgabe der jeweiligen Statuten der Konferenz.

### Kompetenzen

#### Rechtsetzungskompetenz
Die Bischofskonferenz hat nur dort Rechtsetzungsbefugnisse, wo sie ihr durch Gesetz oder Anordnung des Apostolischen Stuhls ausdrücklich zugewiesen werden (c. 455  CIC). Dies bestimmte schon das Dokument Christus Dominus (Nr. 38, 4). Darin unterscheidet sie sich von den Partikularkonzilien, deren normative Kompetenzen nur vom übergeordneten Recht begrenzt werden.

#### Lehrautorität
Gemäß 753  CIC besitzt die Bischofskonferenz Lehrautorität im Konferenzgebiet. Das bedeutet, dass die Bischofskonferenz direkt Künderin und Lehrerin des Glaubens für die ihrer Sorge anvertrauten Gläubigen ist. Ein Hirtenwort der Bischofskonferenz besitzt daher von sich aus Autorität und bedarf nicht mehr der autoritativen Verkündigung durch jeden einzelnen Ortsbischof.